# Whitechapelmordene
Whitechapelmordene blev begået i eller i nærheden af det fattige Whitechapel-distriktet i East End, London mellem den 3. april 1888 og den 13. februar 1891. Elleve kvinder blev dræbt, men morderen blev aldrig fundet og nogle eller alle drabene menes at været blevet begået af den berygtede, men uidentificerede seriemorder Jack the Ripper.
De fleste af de dræbte kvinder, men ikke alle, arbejdede som prostituerede. De dræbte var Emma Elizabeth Smith, Martha Tabram, Mary Ann Nichols, Annie Chapman, Elizabeth Stride, Catherine Eddowes, Mary Jane Kelly, Rose Mylett, Alice McKenzie, Frances Coles, og en uidentificeret kvinde.
Metropolitan Police Service, City of London Police og private efterforskningshold var alle involveret i jagten på morderen eller morderne. Trods omfattende undersøgelser og flere anholdelser blev den skyldige, eller de skyldige, aldrig identificeret og indfanget. Mordene henledte opmærksomheden på de dårlige levevilkår i East End slumkvarterer, som senere blev forbedret.

## Området
I slutningen af den victorianske æra blev Whitechapel anset for at være det mest berygtede og kriminelle slumkvarter i London. Området omkring Flower and Dean Street blev beskrevet som ”måske den mest beskidte og farligste gade i hele storbyen”, og Dorset Street blev kaldt ”den værste gaden i London” , mens politichefen Robert Anderson anbefalede Whitechapel til ”dem der havde en interesse i de farlige klasser” . Røveri og vold var hverdagskost, og bydelen var præget af ekstrem fattigdom, dårlige boligforhold, hjemløshed, druk og prostitution. Disse faktorer gav billige logi for de desperate og nødlidende, blandt hvilket ofrene talte. Alle de identificerende ofre boede i hjertet af slumkvarteret i Spitalfields , herunder tre i George Street (senere navngivet Lolesworth Street), to i Dorset Street, to i Flower and Dean Street og en i Thrawl Street.
Politiets arbejde og retsforfølgning var stærkt afhængig af tilståelser, vidneudsagn, og pågribelse af gerningsmændene i færd med at begå en strafbar handling eller i besiddelse af åbenlyse fysiske beviser, der klart knyttede dem til forbrydelsen. Retsmedicinske teknikker, såsom fingeraftryk, blev endnu ikke brugt. Politiarbejde i London var – og er stadig opdelt mellem to – Metropolitan Police Service med jurisdiktion over det meste af byområdet, og City of London Police med jurisdiktion omkring en kvadratkilometer (2,9 km2) af byens centrum. The Home Secretary, en ledende minister i den britiske regering, kontrollerede Metropolitan Police, mens City Police var ansvarlige for Corporation of London.
Elleve dødsfald i eller i nærheden Whitechapel mellem 1888 og 1891 blev samlet i en enkelt fil hos politiet under titlen ”Whitechapel mordene”, men meget af det originale materiale blev enten stjålet eller ødelagt.

## Tidslinie for mordene

### Emma Smith
Tirsdag 3. april 1888, efter påskeferien, blev prostitueret Emma Elizabeth Smith blev angrebet og berøvet ved krydset af Osborn Street og Brick Lane, Whitechapel, tidligt om morgenen. Selv om hun var såret, hun overlevede angrebet og formåede at gå tilbage til sit logi hus på 18 George Street, Spitalfields. Hun fortalte dørvogter, Mary Russell, at hun var blevet overfaldet af to eller tre mænd, en af dem var en teenager. Fru Russell tog Smith til London Hospital, hvor en lægeundersøgelse afslørede, at en stump genstand var blevet indsat i hendes vagina, og perforeret hendes bughinden. Hun udviklede bughindebetændelse og døde kl 9 den 4. april 1888. Et ligsyn blev gennemført den 7. april fra retsmedicineren til East Middlesex, Wynne Edwin Baxter, der også gennemført ligsyn på seks af de senere ofre. Den lokale inspektør for Metropolitan Police, Edmund Reid af H Division Whitechapel, undersøgte angrebet, men de skyldige blev aldrig fanget. Walter Dew, en detektivkonstabel stationeret ved H Division, skrev senere, at han mente Smith var det første offer for Jack the Ripper, men hans kolleger mistænkte at det var arbejdet af en kriminel bande. Smith hævdede, at hun blev angrebet af en gruppe mænd, men har enten nægtet eller ikke kunne beskrive dem. Prostituerede blev ofte styret af bander, og Smith kunne være blevet angrebet af hendes alfonser som straf for ikke at adlyde dem, eller som en del af deres intimidering. Hun har måske ikke identificeret hendes angribere, fordi hun frygtede repressalier, og hendes mord er usandsynligt ikke forbundet til de senere drab.

### Martha Tabram
Tirsdag 7. august efter en helligdag, blev prostitueret Martha Tabram myrdet omkring klokken 2:30. Hendes lig blev fundet ved lejligheds komplekset, George Yard, Whitechapel. Hun var blevet stukket 39 gange med en kort kniv. På grundlag af udtalelser fra en anden prostitueret, og PC Thomas Barrett, der var på patrulje i nærheden, sætter inspektør Reid, soldater ved Tower of London og Wellington Barracks på en identifikation kontrol, men uden positive resultater. Politiet sætter ikke mordet i forbindelse med mordet på Smiths, men de forbinde det med de senere mord. De fleste eksperter i dag forbinder ikke det drab med de andre drab, da Tabram blev stukket ned mens de senere ofre blev skåret, men en forbindelse kan ikke udelukkes.

### Mary Ann Nichols
Fredag den 31. august blev prostitueret Mary Ann Nichols myrdet i Bucks Row (siden omdøbt Durward Street), en gade i Whitechapel. Hendes krop blev opdaget af kusk Charles Cross klokken 3:45 på jorden foran en låge ved en staldindgang. Hendes hals var blevet skåret op to gange fra venstre til højre og hendes underliv blev lemlæstet af et dyb takkede sår. Flere overfladiske snitsår på tværs af maven, og tre eller fire lignende snitsår på højre side var forårsaget af den samme kniv og bruget voldsomt og nedad. Da mordet fandt sted i området af J eller Bethnal Green Afdeling af Metropolitan Police, blev mordet først undersøgt af de lokale detektiver. Samme dag, fratrådte James Monro som leder af kriminalpolitiet (CID) på grund af uenigheder med Chief kommissær for Metropolitan Police Sir Charles Warren. De første undersøgelser af mordet var ingen succes, selv om mordet af pressen bliver knyttet til de to foregående mord og foreslog drabet kunne have været begået af en bande, som i tilfældet med Smith. The Star avis foreslog i stedet, at en enkelt morder var ansvarlige og andre aviser tog deres historie. Mistanken om at en seriemorder er på fri fod i London førte til udstationering af Detective Inspektører Frederick Abberline, Henry Moore og Walter Andrews fra hovedkontoret på Scotland Yard. På den foreliggende dokumentation, konkluderede retsmediciner Baxter, at Nichols blev myrdet lige efter 03:00, hvor hun blev fundet. I sin opsummering, afviste han den mulighed, at hendes mord var forbundet med morderne af Smith og Tabram, da mordvåbnet var forskelligt fra disse tilfælde, og ingen af de tidligere sager involverede at halsen var skåret over. Men på det tidspunkt, hvor ligsynet af Nichols blev afholdt, var en fjerde kvinde blevet myrdet, og Baxter bemærkede en "Ligheden mellem skaderne i de to sager er betydelig." 

### Annie Chapman
Den lemlæstede krop af en fjerde kvinde, prostitueret Annie Chapman, blev opdaget omkring klokken 6:00 lørdag den 8. september på jorden i nærheden af en døråbning i baghaven af 29. Hanbury Street, Spitalfields. Chapman havde forladt hendes logi klokken 2 på den dag hun blev myrdet, med den hensigt at tjene penge til at betale sin husleje. Hendes hals var blevet skåret over fra venstre mod højre. Hun var blevet skåret åben, og hendes tarme var blevet taget ud af hendes underliv og lagt henover hver af hendes skuldre. Den retsmedicinske undersøgelse viste, at en del af hendes livmoder manglede. Patolog, George Bagster Phillips, var af den opfattelse, at morderen besat anatomiske viden for at kunne have skåret kønsorganerne i en enkelt bevægelse med en kniv på en længe omkring 15-20 cm. Men, tanken om, at morderen besad kirurgisk færdighed blev afvist af andre eksperter. Da ligene ikke blev undersøgt i udstrakt grad på gerningsstedet, er det også blevet foreslået, at organerne faktisk blev fjernet af lighusets personale, som benyttede sig af muligheden for fjerne organer fra allerede åbne lig, at de kunne sælge som kirurgiske prøver.
Den 10. september, anholdte politiet en berygtet lokal person kaldet John Pizer, døbt "Leather Apron" ("Læderforklæde"), der havde ry for at terrorisere de lokale prostituerede. Hans alibier for de to seneste mord blev bekræftet, og han blev løsladt uden sigtelse. Ved ligsynet bevidnede et af vidnerne, fru Elizabeth Lang, at hun havde set Chapman tale til en mand omkring klokken 5:30 tæt ved baghaven af 29. Hanbury Street, hvor Chapman blev senere fundet. Baxter udledte, at manden fru Lang havde set var morderen. Fru Lang beskrev ham som over fyrre, lidt højere end Chapman, af mørk teint, og udenlandske, "lurvede-standsmæssig" udseende. Han var iført en brun deer-stalker hat og en mørk overfrakke. Et andet vidne, tømrer Albert Cadosch, var kommet ind i den tilstødende gård ved 27 Hanbury Street på nogenlunde samme tid, og havde hørte stemmer i gården, efterfulgt af lyden af noget, der falder mod hegnet.
I sine erindringer, skriver Walter Dew, at drabene forårsagede panik i London. En pøbel angreb Commercial Road politistation, på grund af mistanke om, at morderen blev holdt der. Samuel Montagu, medlem af parlamentet for Whitechapel, udlovede en belønning på £ 100 (ca. 102.192 danske kroner i 2015) efter rygter om, at angrebene var jødiske rituelle drab førte til antisemitiske demonstrationer. De lokale beboere grundlagde Whitechapel Vigilance Committee under ledelse af George Lusk og tilbyder en dusør til pågribelse af morderen - Noget Metropolitan Police (under instruktion fra indenrigsministeriet) nægtede at gøre, fordi dette kan føre til falske eller vildledende oplysninger. Vigilance Committee ansatte to privat detektiver til at undersøge sagen.
Robert Anderson blev udnævnt til leder af CID den 1. september, men han gik på sygeorlov den 7. og rejste til Schweiz. Politiinspektør Thomas Arnold, der var ansvarlig for H (Whitechapel) Division, gik på orlov den 2. september. Andersons fravær efterlod den overordnede styring af efterforskningen i forvireles, og dette førte til at Chief kommissær Sir Charles Warren udnævne chef inspektør Donald Swanson til at koordinere efterforskningen fra Scotland Yard. En tysk frisør ved navn Charles Ludwig blev varetægtsfængslet den 18. september mistænkt for morderne, men han blev løsladt mindre end to uger senere, da et dobbelt mord viste, at den virkelige morder stadig var på fri fod.

### Dobbelt event: Elizabeth Stride og Catherine Eddowes
Søndag 30. september blev kroppen af prostitueret Elizabeth Stride opdaget ved omkring klokken 1, i Dutfields Yard, inde i porten på 40 Berner Street (siden omdøbt Henriques Street), Whitechapel. Hun lå i en blodpøl med halsen skåret over fra venstre til højre. Hun var blevet dræbt få minutter før, og hendes krop var ellers ikke lemlæstet. Det er muligt, at morderen blev forstyrret før han kunne lemlæste kroppen af en person kommer ind i gården, måske Louis Diemschutz, der opdagede kroppen. Nogle kommentatorer om sagen konkluderer imidlertid, at Stride mordet er uden forbindelse med andre på grundlag af, at kroppen ikke var lemlæstet, at det var det eneste mord som skete syd for Whitechapel Road, og at kniven anvendte kunne have været kortere og af en anden udformning. De fleste eksperter, mener dog overveje at lighederne i sagen er særprægede nok til at forbinde Stride mordet med mindst to af de tidligere, såvel som for Catherine Eddowes samme nat.
Klokken 01:45 bliver Catherine Eddowes lemlæstede lig blev fundet af PC Edward Watkins ved det sydvestlige hjørne af Mitre Square i City of London, omkring 12 minutters gang fra Berner Street. Hun var blevet dræbt under 10 minutter tidligere ved at få halsen skåret over fra venstre til højre med en skarpe, spids kniv mindst 15 cm lang. Ansigtet og maven var, blev lemlæstet, og hendes tarme blev trukket ud over højre skulder med en fritliggende længde mellem hendes torso og venstre arm. Hendes venstre nyre og det meste af hendes livmoder var, blev fjernet. Ved Eddowes ligsyn der blev startet den 4. oktober af Samuel F. Langham, retsmediciner for City of London. Patolog Dr. Frederick Gordon Brown som havde fortaget undersøgelsen, troede gerningsmanden "havde stort kendskab til placeringen af organerne", og fra positionen af sår på kroppen, han kunne fortælle, at morderen havde knælet til højre for kroppen, og arbejdede alene. Den første læge på gerningsstedet, en lokal kirurg Dr. George William Sequeira, bestred imidlertid, at morderen besad anatomisk færdigheder eller søgt særlige organer. Hans synspunkt blev delt af læge William Sedgwick Saunders, der også var til stede ved obduktionen. På grund af dette mords gerningssteds beliggenhed, blev City of London Police inspektør James McWilliam bragt ind i efterforskningen.
Klokken 3 blev et stykke af Eddowes blodige forklæde, fundet liggende i passagen af døren, der fører til 108-119 Goulston Street, Whitechapel, omkring 500 m fra gerningsstedet. Der er blevet skrevet med kridt på væggen i døråbningen, der stod enten "The Juwes are the men that will not be blamed for nothing"  eller "The Juwes are not the men who will be blamed for nothing."  Omkring klokken 5, var kommissær Warren på stedet og beordrede ordene, slettet af frygt for at de ville udløse antisemitiske optøjer. Goulston Street var på en direkte rute fra Mitre Square til Flower og Dean Street, hvor både Stride og Eddowes boede.
Retsmedicineren, Wynne Baxter fra Middlesex, mente, at Stride var blevet angrebet med en hurtig, pludselig handling. Hun holdt stadig en pakke cachous (åndeforfriskende slik) i venstre hånd, da hun blev fundet , hvilket indikerer, at hun ikke havde haft tid til at forsvare sig selv. En købmand, Matthew Packer, fortalte til de privat detektiver ansat i Whitechapel Vigilance Committee, at han havde solgt nogle druer til Stride og morderen; Men han havde fortalte politiet, at han havde lukket sin butik uden at se noget mistænkeligt. På ligsynet, erklærede patologer eftertrykkeligt at Stride ikke havde holdt eller spist druer. De beskrev hendes maveindhold som "ost , kartofler og stivelsesholdige pulver [mel eller sleben korn]." Ikke desto mindre kom Packers historie i pressen. Packers beskrivelse af manden svarede ikke til erklæringerne fra de andre vidner, der kan have set Stride med en mand kort tid før hendes mord, men alle på nær to af beskrivelserne var forskelligt. Joseph Lawende passerede Mitre Square sammen med to andre mænd kort før Eddowes blev myrdet der, og kan have set hende med en mand på omkring 30 år, som var lurvet klædt, havde en kasket på, og havde et rimeligt overskæg. Chef inspektør Swanson bemærkede, at Lawendes beskrivelse var et nær match til en anden beskrivelse, fra et af de vidner, der kan have set Stride med hendes morder. Men Lawende erklærede, at han ikke ville være i stand til at identificere manden igen, og de to andre mænd sammen med Lawende var ude af stand til at give beskrivelser.
Kritikken af Metropolitan Police og Home Secretary, Henry Matthews , fortsatte da der blev gjort lidt fremskridt med efterforskningen. The City Police og Lord Mayor of London udlovede en belønning på £ 500 (ca. 503.360 danske kroner i 2015) for oplysninger, der fører til tilfangetagelsen af morderen. Ideen om at bruge blodhunde til at spore morderen i tilfælde af et nyt angreb blev overvejet, men ideen blev opgivet, fordi de mange duftsporene i den travle by ville forvirre, hundene som var uerfarne i et bymiljø, og ejeren var bekymret for at hundene ville blive forgiftet af kriminelle, hvis blev kendt at de havde en rolle i afsløring af kriminalitet.
Den 27. september, modtog Central News Agency, et brev, døbt "Kære Boss" brev (Dear Boss letter), hvori forfatteren, underskrev sig "Jack the Ripper", og hævdede at have begået mordene. Den 1. oktober blev, et postkort, døbt "Saucy Jacky" postkort (Saucy Jacky postcard) også underskrevet "Jack the Ripper", modtaget af Central News Agency. Hvor i personen tog ansvaret for de seneste mord den 30. september og beskrev mordene på de to kvinder som "double event" (dobbelt begivenhed), en betegnelse, der bruges den dag i dag.
Tirsdag den 2. oktober blev en uidentificeret kvindetorso fundet i kælderen i New Scotland Yard, som var under konstruktion. Den blev forbundet med Whitechapelmordene af pressen, men den var ikke inkluderet i Whitechapelmord filen og enhver forbindelse mellem de to betragtes nu som usandsynligt. Sagen blev kendt som Whitehall Mystery. På den samme dag, opsøgte psykiske Robert James Lees, Scotland Yard og tilbød at opspore morderen ved hjælp paranormale evner; politiet sendte ham væk og "kaldet [ham] et fjols og en galning." 
Lederen af CID, Anderson, kom tilbage fra orlov den 6. oktober og overtog ledelsen af efterforskningen for Scotland Yard. Den 16. oktober, modtog George Lusk fra Whitechapel Vigilance Committee, endnu et brev som hævder at være fra morderen. Håndskriften og stilen var forskellig fra "Kære Boss" og "Saucy Jacky" postkort. Brevet ankom med en lille boks, som indeholder halvdelen af en menneskelig nyre konserveret i alkohol. Brevets forfatter hævdede, at han havde fjernet den fra kroppen af Eddowes og at han havde "stegt og spiste" den manglende halvdel. Udtalelser om, hvorvidt nyren og brevet var ægte var og er opdelt. Ved slutningen af oktober, havde politiet interviewet mere end 2.000 mennesker, undersøgte "op mod 300", og tilbageholdt 80.

### Mary Kelly
Fredag 9. november blev prostitueret Mary Jane Kelly myrdet i et værelse, hvor hun boede ved 13 Millers Court, bag 26 Dorset Street, Spitalfields. Et af de tidligere ofre, Chapman, havde boet i Dorset Street, og en anden, Eddowes, blev rapporteret at have sovet der. Kellys alvorligt lemlæstet lig blev opdaget kort efter klokken 10:45 liggende på sengen. Den første læge på gerningsstedet, Dr. George Bagster Phillips, mente, at Kelly blev dræbt af at have fået halsen skåret over. Efter hendes død, var hendes bughule blev skåret åben og alle hendes organer fjernet og spredt rundt i lokalet. Hendes bryster var blevet skåret af, hendes ansigt lemlæstet til ukendelighed, og hendes lår delvist skåret igennem til benet, og nogle af musklerne fjernet. I modsætning til de andre ofre, var hun blevet afklædt og havde kun en let chemise på. Hendes tøj var blevet foldet pænt og lagt på en stol, med undtagelse af noget fundet brændt i risten. Abberline troede tøjet var blevet brændt af morderen for at give lys, værelset var ellers kun svagt oplyst af en enkelt lys. Kellys mord var det mest brutale, sandsynligvis fordi morderen havde mere tid til at begå sine grusomheder i det privat værelse snarere end på gaden. Hendes påklædning og det foldede tøj har ført til forslag om, at hun selv har taget tøjet af og gået i seng, hvilket indicerer, at hun blev dræbt af en, hun kendte, af en person, hun mente at være en klient, eller hun sov eller var beruset.
Retsmedicineren for North East Middlesex, dr Roderick Macdonald, MP, var leder af ligsynet af Kellys død på Shoreditch Rådhus den 12. november. Midt i scener af store følelser, en "enorm folkemængde " af sørgende som deltog i Mary Kellys begravelse den 19. november. Gaderne blev et stort kaos af mennesker og begravelsefølget kæmpede for at komme fra Shoreditch lighus til den romersk-katolske kirkegård i Leytonstone, hvor hun blev stedt til hvile.
Den 8. november, fratrådte Charles Warren som kommissær for Metropolitan Police, efter at Home Secretary meddelte ham, at han ikke kunne komme med offentlige udtalelser uden Home Office godkendelse. James Monro, der var trådt tilbage et par måneder tidligere på grund af uenigheder med Warren, var udnævnt til hans efterfølger i december. Den 10. november, skrev politiet kirurg Thomas Bond til Robert Anderson, leder af London CID, med angivelse af de ligheder mellem de fem mord på Nichols, Chapman, Stride, Eddowes og Kelly, "Uden tvivl begået af den samme hånd." Samme dag, besluttede kabinettet at tilbyde en benådning til enhver medskyldig, der kom frem med oplysninger, der førte til domfældelse af den faktiske morder. The Metropolitan Police kommissær rapporterede, at Whitechapel morderen forblev uidentificeret trods 143 ekstra civilklædte politifolk udstationeret i Whitechapel i november og december.

### Rose Mylett
Torsdag 20. december 1888, fandt en konstabel prostitueret Rose Mylett (også kendt som Catherine Millett og Lizzie Davis), 29, kvalt i Clarkes Yard, ved Poplar High Street. Mylett havde været logerende i 18 George Street, ligesom Emma Smith. Fire læger, som undersøgte Mylett krop troede, hun var blevet myrdet, men Robert Anderson troede, at hun ved et uheld havde hængt sig i kraven af hendes kjole, mens hun var i en beruset tilstand. På Andersons anmodning undersøgt Dr. Bond Mylett krop, og han var enig med Anderson. Kommissær Monro mistænkte også dette til at være et selvmord eller naturlig død, da der var ingen tegn på en kamp. Retsmediciner, Wynne Baxter, fortalte ved ligsynet til juryen at "der er ingen beviser for, at døden var resultatet af vold "., juryen returnerede ikke desto mindre med en dom om "overlagt mord mod person eller personer, ukendte", og sagen blev tilføjet til Whitechapel-filen.

### Alice McKenzie
Alice McKenzie var muligvis en prostitueret, og hun blev myrdet på omkring klokken 0:40 onsdag 17. juli 1889 i Castle Alley, Whitechapel. Ligesom de fleste af de tidligere mord, blev hendes hals skåret fra venstre mod højre, og der var sår på hendes underliv. Men hendes sår var ikke så dyb som ved de tidligere mord, og en kortbladet kniv blev brugt. Kommissær Monro og en af patologerne undersøgte kroppen, Bond, mente, at dette var et Ripper-mord, selv om en anden patolog, Phillips, og Robert Anderson var uenige, og det samme var Inspektør Abberline. Senere forfattere har også delte meninger, og enten tyder det på, at McKenzie var et Ripper-offer, eller at en ukendt morder, forsøgte at få det til at ligne et Ripper-mord for at aflede mistanken fra sig selv. Ved ligsynet, anerkendte Baxter begge muligheder, og konkluderede: "Der er stor lighed mellem dette og den anden klasse af sager, der er sket i dette kvarter, og hvis den samme person ikke har begået denne forbrydelse, er det helt klart en efterligning af de andre sager."

### Pinchin Street torso
En kvindes torso blev fundet klokken 05:15 tirsdag 10. september, 1889 i Pinchin Street, Whitechapel. Ingen andre kropsdele blev fundet trods en søgning af området, og hverken ofret eller morderen er nogensinde blev identificeret. Chefinspektør Swanson og kommissær Monro bemærker, at tilstedeværelsen af blod i torsoen vister, at døden ikke var fra blødning eller opskæring af halsen. Patologer, bemærker dog, at den generelle mangel på blod i væv og vitale organer indikerede, at blødning var dødsårsagen Aviserne spekulerede om, at kroppen tilhørte Lydia Hart, der var forsvundet, dette blev afkrætet efter hun blev fundet igen på hospitalet efter "lidt af en druktur". En anden påstand om, at offeret var en savnet pige kaldet Emily Barker blev også afkrætet, da torsoen var fra en ældre og højere kvinde.  Alderen af offeret blev anslået til 30-40 år..
Swanson overvejer ikke dette som en Ripper-sag, og foreslog i stedet en forbindelse til lignende sager af sønderlemmet kroppe i Rainham og Chelsea, samt "Whitehall Mystery". Monro var enig med Swansons vurdering. Disse tre mord og Pinchin Street-sagen er foreslået at være arbejdet af en seriemorder, med tilnavnet "Torso killer", som enten kan være den samme person, som "Jack the Ripper" eller en separat morder af ukendt oprindelse. Eksperter i Jack the Ripper-morderne - i daglig tale kendt som "Ripperologists" - såsom Stewart Evans, Keith Skinner, Martin Fido, og Donald Rumbelow, ser bort fra en sammenhæng mellem Torso- og Ripper-drabene på grundlag af deres forskellige modus operandi.
Monro blev erstattet som kommissær af Sir Edward Bradford den 21. juni 1890, efter en uenighed med Matthews over politiets pensioner.

### Frances Coles
Det sidste af de mord som er i Whitechapel-filen blev begået fredag 13. februar 1891 da prostitueret Frances Coles blev myrdet. Hendes krop blev fundet af PC Ernest Thompson kun få øjeblikke efter angrebet klokken 2:15 i Swallow Gardens, en passage under en jernbanebro mellem Chamber Street og Royal Mint Street, Whitechapel. Mindre sår på bagsiden af hendes hoved tyder at hun blev kastet voldsomt til jorden, før hendes hals blev skåret mindst to gange, fra venstre mod højre og tilbage igen, der var der ingen lemlæstelser af kroppen. Politiinspektør Arnold og inspektør Reid ankom kort efter fra den nærliggende Leman Street politistation, og Chefinspektører Donald Swanson og Henry Moore, som havde været involveret i de tidligere mordundersøgelser, ankom klokken 5. En mand ved navn James Sadler, som var blevet set med Coles tidligere, blev anholdt af politiet og sigtet for mordet. En højtprofilerede undersøgelse af Swanson og Moore i Sadlers fortid og hans opholdssteder på tidspunkterne for de tidligere Whitechapelmorder indikerer, at politiet kan have mistanke om at han kunne være Jack the Ripper. Men Sadler blev løsladt den 3. marts på grund af mangel på beviser.

## Tiden efter
Efterforskererne i sagen, Abberline og Arnold, gik henholdsvis på pension i 1892 og 1893, og i 1900 gik både Swanson og Anderson på pension, og efter 1896 findes ingen dokumenter i filen om Whitechapel-morderne der derefter gik i stå. Morderen eller morderne blev aldrig identificeret, og sagen forblev uløst. Omfattende reportage, og mystikken omkring identiteten af morderen, eller morderne, bedrog til fortællingen om Jack the Ripper, der fik skylden for alle eller de fleste af mordene. Hundredvis af bøger og artikler har gennem årene omtalt og diskuteret Whitechapel-mordene, og har været udgangspunkter for romaner, noveller, tegneserier, tv-shows og film.
De fattige i East End havde længe været ignoreret af det velhavende samfund , men efter mordene og offentliggørelsen af ofrenes levevilkår blev offentligheden opmærksom på dem, og stemningen imod de overfyldte, uhygiejniske boliger i East End, førte til krav om reformer.
Boligforeninger som for eksempel Housing of the Working Classes Act 1890 og the Public Health Amendment Act 1890 begyndte at sætte standarter for boliger til deres lejere i et forsøg på at omdanne de degenereret byområder . Det værste af slumkvarteret blev revet ned i de efterfølgende to årtier efter Whitechapel-mordene .